# Cabaret (kommun)
Cabaret är en kommun i Haiti.   Den ligger i departementet Ouest, i den centrala delen av landet, 23 km norr om huvudstaden Port-au-Prince. Antalet invånare är 62 063. Arean är 212 kvadratkilometer.
Terrängen i Cabaret är varierad.